# Figlie di tanta madre
Figlie di tanta madre (Trois filles de leur mère) è un romanzo di genere erotico scritto da Pierre Louÿs nel 1910 e pubblicato postumo nel 1926. 
Ispirato, parrebbe, dai rapporti intercorsi tra l'autore e la moglie e le tre figlie dello scrittore José-Maria de Hérédia (di cui la più giovane, Louise, diverrà la sua prima moglie). Nel suo "Avviso al lettore" Louys sottolinea la verità e perfetta corrispondenza dei fatti narrati con eventi accadutigli realmente: "Questo piccolo libro non è un romanzo. Questa è una storia vera in ogni dettaglio. Non ho cambiato, né il ritratto della madre né quello delle tre ragazze, né l'età, né le circostanze." .
Tuttavia, di là del suo possibile valore autobiografico, il libro trae la sua potenza, esaltata dalla qualità del dialogo, dalla forza della trasgressione e dissacrazione del mondo borghese a cui apparteneva. Secondo André Pieyre de Mandiargues, che ne ha scritto nel 1970 una prefazione, questo è stato il capolavoro letterario di Louys; mentre Annie le Brun lo vede come uno dei libri più commoventi mai scritti riguardanti la sorte del desiderio erotico. 

## Trama
La storia racconta di un ventenne e delle sue relazioni sessuali piuttosto libere e immorali, con una prostituta trentaseienne di nome Teresa e con le sue tre figlie Charlotte (20 anni), Mauricette (14 anni) e Lili (10 anni). Andato a vivere provvisoriamente in casa loro, il ragazzo si trova presto coinvolto in una spirale di grande "delirio erotico" (comprendente prostituzione, incesto, sodomia e pedofilia) con ognuna delle quattro 'femmine', una più viziosa dell'altra.